# Mystères urbains
Ne doit pas être confondu avec Mystère (théâtre).
Les «mystères» sont un genre de roman populaire du XIXe siècle, dans lequel les personnages explorent les bas-fonds secrets des villes et découvrent la corruption et l'exploitation.

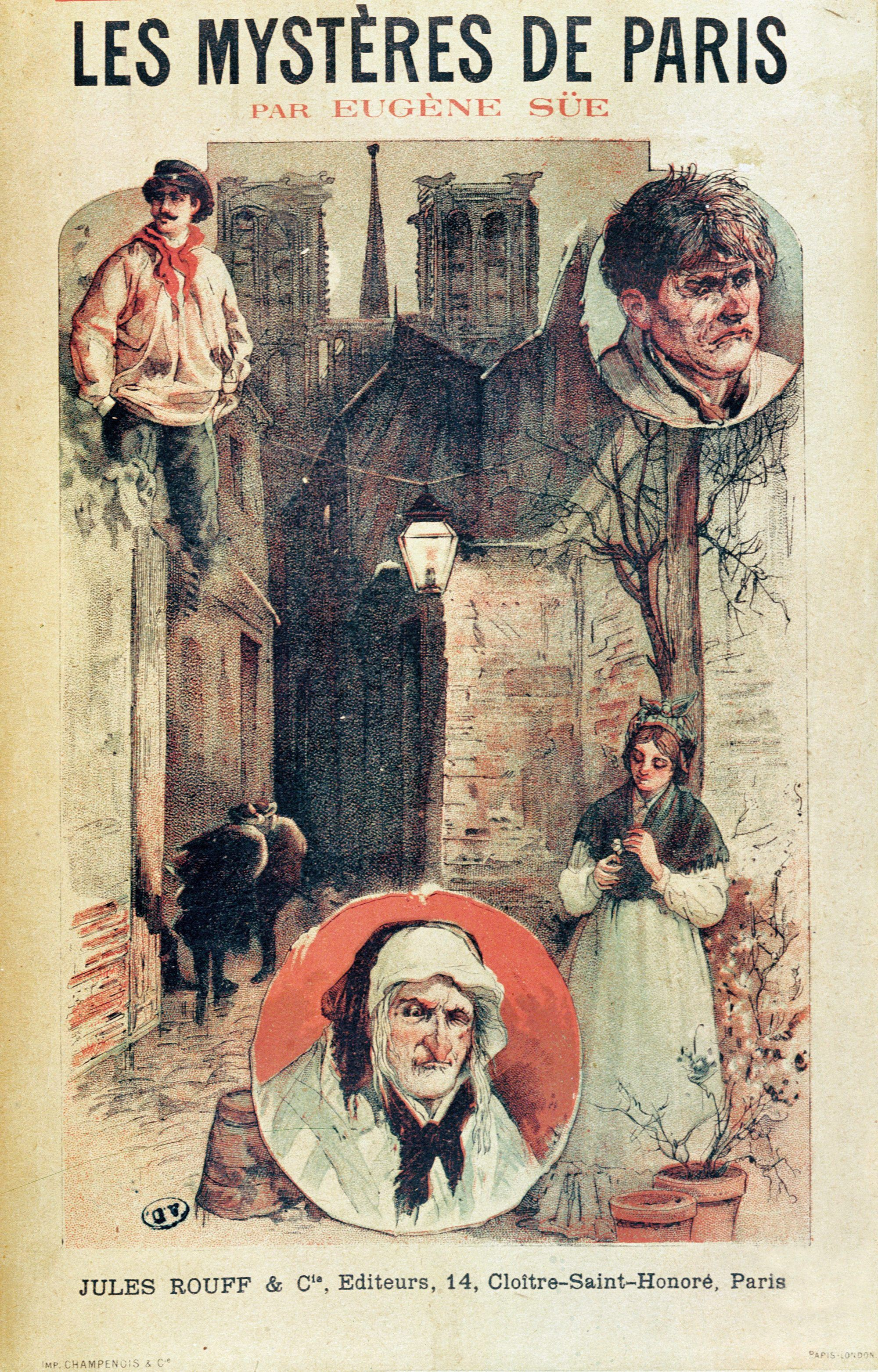
Eugène Sue démarre la mode des Mystères avec ses «Mystères de Paris» - (éd. Jules Rouff & Cie, fin XIXe siècle)

Illustration de J.A. Beaucé pour «Les Mystères de Londres» de Paul Féval

Ils trouvent leur origine dans le roman-feuilleton à succès Les Mystères de Paris (1842) d'Eugène Sue, qui eut de nombreux imitateurs et donna son nom au genre. Les romans étaient généralement d'abord publiés dans des journaux et étaient (comme leurs contemporains moins respectables, les «penny dreadfuls») controversés pour leur description franche de la violence et de la déviance sexuelle. Ils étaient très populaires en Europe et aux États-Unis, où The Quaker City (1844) détenait le titre de best-seller de fiction jusqu'à ce qu'il soit détrôné par La Case de l'oncle Tom.
Quelques exemples célèbres
- Les Mystères de Paris (1842-1834[2]), d'Eugène Sue
- Les Mystères de Londres (1843-1844), de Paul Féval
- Les Vrais Mystères de Paris (1844) d'Eugène François Vidocq
- Les mystères de Barcelone (1844) de Josep Nicasi Milà de la Roca
- Los misterios de Madrid: miscelánea de costumbres buenas y malas con viñetas y láminas á pedir de boca (1844) de Juan Martínez Villergas
- Les Mystères de Londres (1844) de George WM Reynolds
- La Cité Quaker ou les moines de Monk Hall (1845) de George Lippard
- Los Misterios del Plata (1846) de Juana Manso
- Vénus à Boston (1849) de George Thompson
- Crimes en ville (1849) de George Thompson
- La vie et les aventures de Jack Engle (1852) par Walt Whitman
- Les Mystères de Lisbonne (1854) de Camilo Castelo Branco
- Les bas-fonds de Saint-Pétersbourg (1866) de Vsevolod Krestovsky
- Les Mystères de Marseille (1867) d'Émile Zola
- Les Mystères de Lyon (avec la Nyctalope) de Jean de La Hire
- Les mystères de Naples, de Francesco Mastriani,
- Les Nouveaux Mystères de Paris de Léo Malet,
- Les Mystères de Berlin d'August Brass,
- Die Geheimnisse von Hamburg de Johann Wilhelm Christern
- De Verborgenheden van Amsterdam par L. van Eikenhorst